# Leandra pastazana
Leandra pastazana är en tvåhjärtbladig växtart som beskrevs av John Julius Wurdack. Leandra pastazana ingår i släktet Leandra och familjen Melastomataceae. IUCN kategoriserar arten globalt som sårbar.
Artens utbredningsområde är Ecuador. Inga underarter finns listade i Catalogue of Life.